# Dani Ndi
Daniel Arnaud Ndi, detto Dani (Douala, 18 agosto 1995), è un calciatore camerunese, centrocampista del Grindavík in prestito dal Víkingur Ólafsvík.